# We Must Be Crazy
We Must Be Crazy is een nummer van de Belgische singer-songwriter Milow uit 2014. Het is de eerste single van zijn vijfde studioalbum Silver Linings.
De bijbehorende videoclip van het nummer vertelt het ontroerende verhaal van het verlies van een jong koppel en hun unieke proces in het aanvaarden en het verdergaan. "We Must Be Crazy" werd een klein hitje in België en het Duitse taalgebied. Het nummer haalde de 2e positie in de Vlaamse Tipparade. 

## Muziekvideo
De videoclip is geregisseerd door Norman Bates. Het begint met gerinkel en andere speelgoedgeluiden. Een jong koppel staat voor de spiegel en vertrekken later naar het ziekenhuis op kraambezoek. Nadat de vrouw huilend het ziekenhuis verlaat, begint de man een robot-baby te maken. Tijdens het proces van het schetsen en het in elkaar steken van de robot, ruimt de vrouw de kinderkamer op. Later verrast de man haar met zijn project. In het begin staat de vrouw echter afwijzend ten op zichtte van de robot, maar kan hem daarna wel vasthouden. Om de robot meer menselijk te laten lijken zorgt de vrouw voor huid, haar en andere lichaamsdelen. Het koppel viert daarna de eerste verjaardag van de "baby", daarna de tweede en zo voort. Ze worden allebei ouder, in tegenstelling tot de "baby".  De man overlijdt en de vrouw blijft alleen achter. Op het einde ligt de "baby" te kermen bij het speelgoed, zijn moeder is echter overleden. Er klinkt gerinkel en geratel van het speelgoed, zoals in het begin van de clip. Milow is ook aanwezig in de clip en veroudert net als het koppel. 